# George Hilton (homme politique)
Pour les articles homonymes, voir George Hilton.

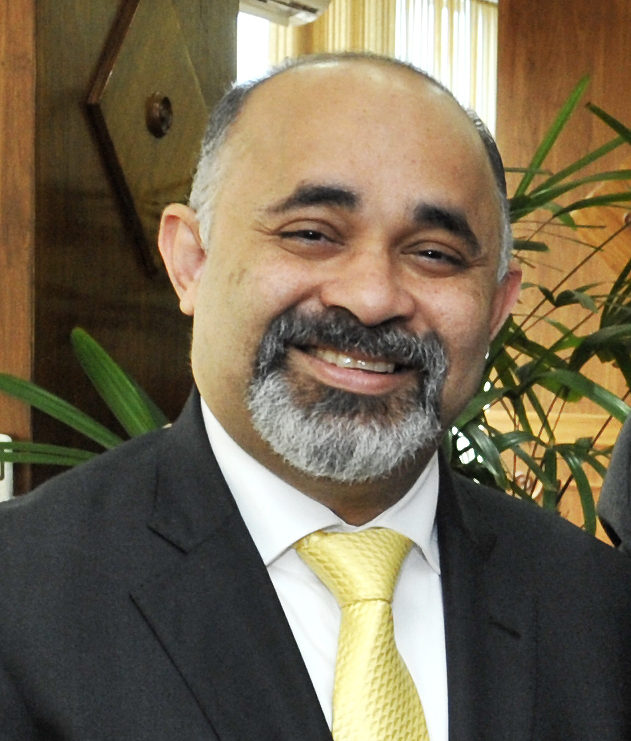
George Hilton en février 2015

George Hilton dos Santos Cecílio, né le 11 juin 1971, est un homme politique brésilien.